# Karl Friedrich Mohr
Karl Friedrich Mohr (født 6. november 1806, død 28. september 1879) var en tysk kemiker og farmaceut.
Efter at have været Discipel i faderens apotek i Koblenz studerede han i Heidelberg og Berlin og tog 1831 farmaceutisk statseksamen. Året efter blev han Dr. phil. og holdt derpå i nogle år naturvidenskabelige forelæsninger, særlig over fysik og mekanik, i sin fødeby.
I 1841 overtog han faderens apotek og ofrede sig nu i en årrække for farmacien; i den tid berigede han den farmaceutiske teknik med mange nye metoder og apparater, blandt hvilke sidste skal nævnes den Mohrske flydevægt. I 1859 blev han privatdocent i Bonn og kort tid efter professor i farmaci sammesteds.
Mohr vandt som naturforsker megen anseelse. Mest bekendt blev han ved sin Lehrbuch der chemisch-analytischen Titrirmethode (1855, 6. oplag ved Classen 1886). Af hans andre skrifter skal nævnes: Lehrbuch der pharmaceutischen Technik (3. oplag 1866), Kommentar zur Pharmacopoea germanica (1874), Geschichte der Erde (2. oplag, 1875), Mechanische Teorie der chemischen Affinität (1868), Chemische Toxikologie (1874) samt en mængde mindre afhandlinger i forskellige tidsskrifter.